# Groundhogs
"Groundhogs" es el primer episodio de la cuarta temporada de la serie de televisión de comedia dramática estadounidense The Bear. Es el episodio número 29 en general de la serie y fue escrito y dirigido por el creador de la serie, Christopher Storer. Se lanzó en Hulu el 25 de junio de 2025, junto con el resto de la temporada.
La serie sigue a Carmen "Carmy" Berzatto, un galardonado chef de cocina de la ciudad de Nueva York, que regresa a su ciudad natal de Chicago para administrar la tienda de sándwiches de carne italiana en quiebra de su difunto hermano Michael. En el episodio, el personal vuelve a trabajar después de que el Chicago Tribune publica su reseña, lidiando con las consecuencias y cómo proceder con el restaurante.
El episodio recibió críticas en su mayoría positivas de los críticos, que elogiaron su tono, sus historias enfocadas y sus actuaciones.

## Trama
En un flashback, Mikey ayuda a Carmy con una comida en la cocina. Mientras Mikey menciona problemas con su negocio de alquiler de coches, Carmy sugiere la idea de abrir un restaurante. A pesar del escepticismo de Mikey, Carmy afirma que los restaurantes siempre traen buenos recuerdos a todos y pueden hacer que la gente sea más feliz. Cuando Mikey pregunta cómo debería llamarse, Carmy sugiere "Mikey's". Mikey dice que tiene un nombre mejor.
En la actualidad, Carmy se va a trabajar. La reseña del Chicago Tribune se ve en un periódico con el titular: "Faltan las necesidades del BEAR: THE BEAR tropieza con una disonancia culinaria". En The Bear, habla con Sydney sobre la reseña; el crítico elogió la comida y la ventana de sándwiches, pero criticó la inconsistencia del menú y la atmósfera caótica del restaurante. Mientras Carmy y Sydney intentan superarlo, tanto Richie como Tina intentan mejorar sus habilidades después de leer la reseña. Cicero visita el restaurante e informa al personal que tendrán dos meses para finalmente comenzar a obtener ganancias, ya que The Computer ha concluido que los pagos y la asistencia podrían indicar que el negocio está muerto. Si no lo consiguen, el restaurante se verá obligado a cerrar.
Mientras Richie comienza a disculparse por no haber podido identificar al crítico, comienza otra discusión con Carmy sobre asumir la culpa. Cicero y Computer coinciden en que conseguir una estrella Michelin podría salvar el negocio, pero también les advierten que dejen de contratar gente y de malgastar dinero. Richie luego revela que en realidad ya contrató a "no negociables": Jessica, Garrett y Rene de Ever. Ayudan a introducir un nuevo sistema de comunicación con el personal, lo que les ayudará a perder menos tiempo en el trabajo. Durante su primera noche juntos como personal, logran trabajar juntos evitando problemas. Mientras tanto, Carmy mira la cuenta regresiva, exasperado.

## Producción

### Desarrollo
En mayo de 2025, Hulu confirmó que el primer episodio de la temporada sería escrito y dirigido por el creador de la serie, Christopher Storer.  Fue el decimoquinto crédito como guionista y el vigésimo crédito como director de Storer. 

### Música
El episodio presentó muchas canciones, entre ellas «That's the Way» de Led Zeppelin, «I Got You Babe» de Sonny & Cher, «Getting in Tune» de The Who y «Diamond Diary» de Tangerine Dream. 

## Lanzamiento
El episodio, junto con el resto de la temporada, se estrenó el 25 de junio de 2025 en Hulu. 

## Reseñas críticas
"Groundhogs" recibió críticas en su mayoría positivas de los críticos. Jenna Scherer de The AV Club le dio al episodio una calificación de "B" y escribió: "Después de la extrañamente apática serie de 10 episodios del año pasado, el estreno de la cuarta temporada es un bienvenido regreso a la forma para una serie que construyó su reputación en diálogos rápidos, grandes sentimientos y chefs apresurados sudando en su bechamel".
Marah Eakin, de Vulture, le dio al episodio una calificación de 4 estrellas sobre 5 y escribió: «Me cuesta creer que The Bear se entrometa de verdad con nuestros amigos en pantalla, dado que su perseverancia es la esencia de la serie, pero lo que está en juego esta temporada es bastante evidente en ese gran reloj. La temporada apenas comienza, pero parece que el final ya está a la vista».  Eakin clasificaría el episodio como el 15.º mejor episodio de las primeras cuatro temporadas.  AJ Daulerio de Decider escribió: «Esta forma meta de decir «lo siento, no lo siento», al estilo de «que se jodan los que odian», me recuerda a cómo Lena Dunham solía dejar claro que leía todas las reseñas de Girls, escribiendo historias que a menudo eran respuestas directas a los críticos de la serie».  Bryce Olin de Show Snob escribió: «En general, no sé cuánto me gustó el estreno de la cuarta temporada. Fue un episodio sólido. Tuvieron que pasar muchas cosas para cambiar esta historia y encaminar la búsqueda de Carmen por la grandeza de nuevo en la dirección correcta después de los importantes retrocesos de la tercera temporada. Sin embargo, todavía queda mucho drama por delante». 
Gaby Shedwick, de Collider, lo nombró el quinto mejor episodio de la temporada y escribió: «Si tu aspecto favorito de The Bear es la hermosa y dinámica cinematografía del funcionamiento interno de una cocina de primera que produce comida excepcional, "Groundhogs" será sin duda el episodio más destacado. Los showrunners parecen conscientes de lo impresionante que es ver cómo se desarrolla un servicio, y dedican la mitad del episodio simplemente a esto, alternando entre emplatar, servir un plato y marcar los platos. Es una obra maestra de edición y demuestra que The Bear no ha perdido su esencia». 